# أندي دريسكول
أندي دريسكول (بالإنجليزية: Andy Driscoll)‏ هو مدرب شخصي ومدرب كرة قدم ولاعب كرة قدم بريطاني في مركز الوسط، ولد في 21 أكتوبر 1971 في ستينز في المملكة المتحدة. لعب مع نادي برينتفورد ونادي كرولي تاون ونادي هايز ووست هام يونايتد.